# 宋熙年
宋熙年（英語：Sarah Song Xi Nian，1985年8月9日—），澳洲籍香港女主持及演員，曾奪得《2007年度國際中華小姐競選》冠軍和成為無綫電視經理人合約藝人。丈夫是前無綫男藝員陳智燊。

## 簡介
宋熙年生於廣東省廣州市，籍貫廣東鶴山。她6歲時隨父母移民到澳洲雪梨，曾就讀 Chatswood Public School 及 Pymble Ladies' College，後入讀新南威爾士大學，主修服務行銷的商學士學位。2006年參選《悉尼華裔小姐競選》時奪魁，隨後參選《2007年國際中華小姐競選》奪冠及後到香港發展。2007年4月，她成為香港無綫電視經理人合約藝人，並加入《東張西望》擔任廠景主持。2013年，她在劇集《巨輪》第32集中和田蕊妮互相掌摑的戲份備受關注。她亦是監製陳維冠的御用演員。
2019年7月，宋熙年離開無綫並經營 YouTube 頻道《sarah & jason》，並跟邵氏兄弟簽約，直至2020年9月約滿離巢為止；2021年12月底，宋熙年夥拍ViuTV司儀強尼於西九文化區主持「香港除夕倒數」活動，是她首個在ViuTV亮相的節目。
宋現為香港賽馬會盃賽頒獎典禮的司儀。

## 個人生活
2016年9月19日和無綫電視藝員陳智燊結婚。2018年4月，與丈夫一起宣佈懷孕。2020年3月30日，與丈夫一起宣佈再次懷孕。

## 演出作品

### 電視劇
| 首播     | 劇名            | 角色             |
| 無綫電視 |                 |                  |
| 2008年   | 當狗愛上貓      | Cathy            |
| 2010年   | 囧探查過界      | 徐 盈（Ling）    |
| 2010年   | 誘情轉駁        | 戴美欣（Cherry） |
| 2011年   | 你們我們他們    | Katy             |
| 2011年   | 萬凰之王        | 孝淑皇后         |
| 2012年   | 當旺爸爸        | 小 梅            |
| 2012年   | 巴不得媽媽...   | 商映虹（青年）   |
| 2013年   | 巨輪            | Judy             |
| 2015年   | 四個女仔三個BAR | 廖律師           |
| 2016年   | 幕後玩家        | 何沛思（Bonnie） |
| 2017年   | 誇世代          | 杜如花（Bonnie） |
| 邵氏兄弟 |                 |                  |
| 2020年   | 非凡三俠        | Susan            |

### 主持節目
- 無線收費電視主播
- 《事必關己》外景主持
- 《天賜良源》主持
- 《掌故王》主持
- 《東張西望》主持
- 《日日有食神V》主持
- 《為食總司令》主持
- 《娛樂十大奇案2009》主持
- 《咁樣進補至夠盞》主持
- 《2010八味娛樂圈》主持
- 《繽Fun娛樂大派對》主持 -2011年
- 《亞洲網絡遊戲大獎頒獎典禮》主持
- 《名人飯堂》主持
- 《千奇百趣Winter Fun》
- 《港生活·港享受》主持
- 《辛亥足跡》主持
- 《2012國際中華小姐 美麗殿堂》
- 《2013國泰航空新春國際匯演之夜》
- 《一手造成》
- 《百萬黃金 FUNFUN 賞 抽獎直擊》
- 《電視廣告叻字派》
- 《Amazing Summer 潮車連環賞》
- 《澳門回家十五年》主持
- 《星星探親團》澳洲悉尼篇主持
- 《姊妹淘（馬來西亞篇）》
- 《再親我好媽》
- 《戊戌年沙田龍舟競渡》
- 《宜居住遊行》（奇妙電視）
- 2021年《香港跨年倒數演唱會》主持（ViuTV）
- 2022年《一線搜查》主持（奇妙電視）

### 綜藝節目
- 《智激校園》
- 《千奇百趣玩HIGH D》（第5集）
- 《千奇百趣特工隊》（第4集）
- 《屋邨遊樂團》
- 《我係小廚神3》（第7集）
- 《我是小廚神-新加坡篇》（第3集）

### 音樂錄像
- 容祖兒《搜神記》

## 獎項
- 2006年 悉尼華裔小姐冠軍
- 2007年 國際中華小姐冠軍「中華文化大使」

## 外部連結
- 宋熙年TVB blog
- 宋熙年的新浪微博
- 宋熙年的Facebook專頁
- 宋熙年的Instagram帳戶
- SARAH & JASON的YouTube Channel （页面存档备份，存于）

| 前任： 車盈霏 | 悉尼華裔小姐競選冠軍 2006年 | 繼任： 韓曉丹 |